# Politica Macedoniei de Nord

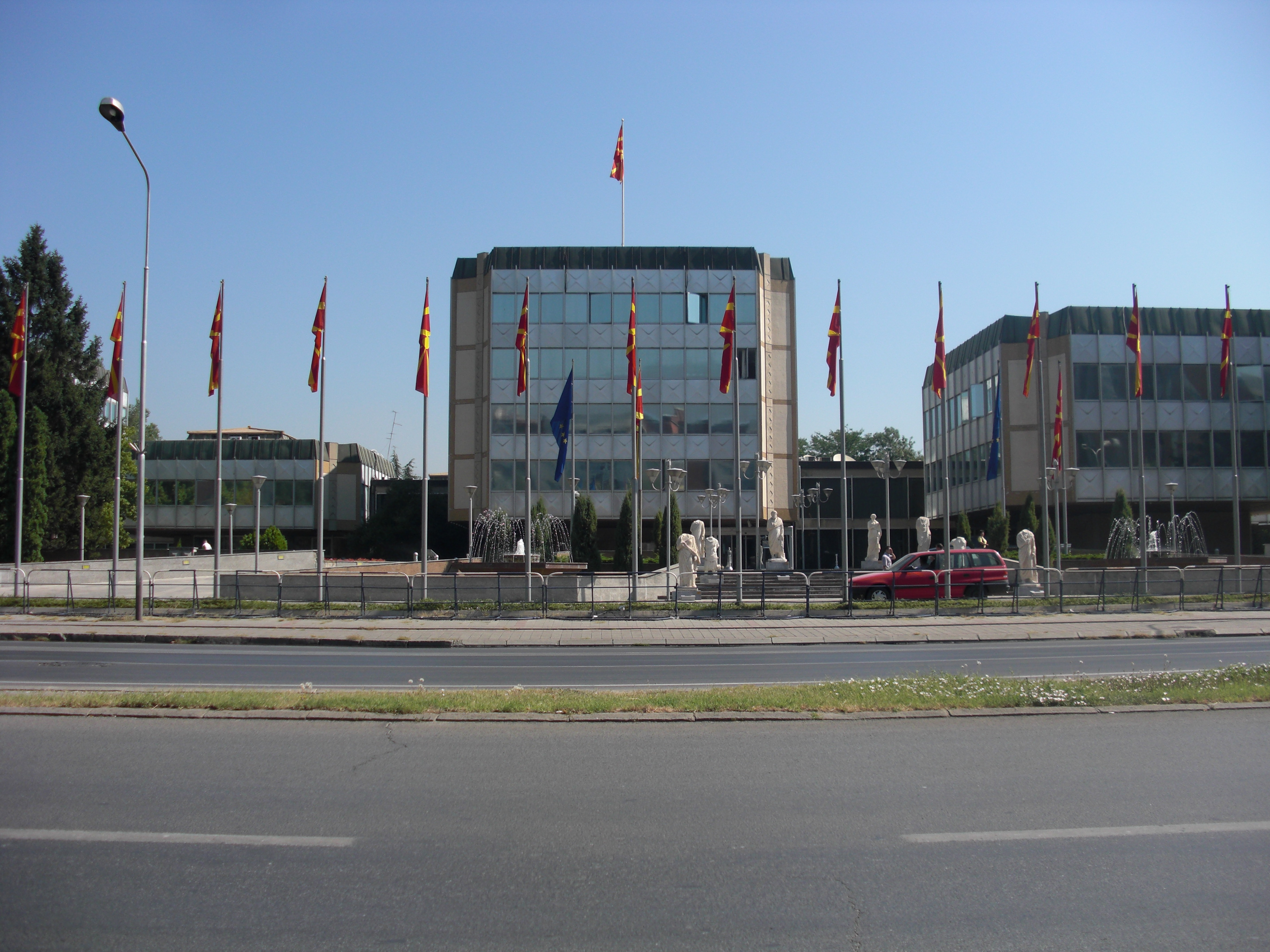
Clădirile guvernului macedonean

Republica Macedonia este o republică parlamentară, unde primul ministru este șeful guvernului, și are un sistem pluralist. Puterea executivă este exercitată de către guvern. Puterea legislativă este împărțită între guvern și parlament. Puterea juridică este independentă de cea executivă si cea legislativă.
Cu aprobarea unei noi legi, și cu alegerile din 2005, funcțiile guvernului local au fost repartizate între 78 de municipalități (opstini). Capitala, Skopje, este guvernată de zece muncipalități, denumite colectiv „Orașul Skopje”. Municipalitățile în Republica Macedonia sunt unități ale guvernelor locale. Muncipalitățile învecinate pot stabili acorduri de cooperare. Principala divergență din țară este între partidele bazate pe criterii etnice, reprezentând majoritatea macedoneană, respectiv minoritatea albaneză. Lipsa echilibrului de puteri dintre acestea a dus la războiul scurt din 2001, care s-a încheiat cu un acord impus de NATO. În august 2004, parlamentul Republicii a aprobat o legislație care recontura frontierele legale, dând o autonomie mai substanțială etnicilor albanezi, în zonele unde aceștia sunt predominanți.
După o campanie pre-electorală marcată de probleme, alegerile propriu-zise au fost democratice, într-o atmosferă de calm, și a avut loc o schimbare de guvern după 5 iulie 2006. Alegerile au fost câștigate clar de partidul de centru-dreapta VMRO-DPMNE, condus de Nikola Gruevski. Decizia lui Gruevski de a include Partidul Democratic al Albanezilor în noul guvern, în locul Uniunii Democrate pentru Integrare-Partidul pentru Prosperitate Democratică (coaliția care a atras majoritatea voturilor minorității albaneze), a dus la proteste în zonele cu populație albaneză. Cu toate acestea, recent a pornit un dialog între Uniunea Democrată pentru Integrare și VMRO-DPMNE, cu scopul de a discuta divergențele dintre cele două partide, și de a susține aspirațiile europene și nord-atlantice ale țării.

## Sistemul Politic
Sistemul politic al Republicii Macedonia constă în 3 ramuri: legislativă, executivă și juridică. Constituția este cea mai înaltă lege a țării. Instituțiile statului sunt create prin voia cetățenilor prin vot secret la alegerile directe și generale. Sistemul de republică parlamentară a fost înființat prin Constituția din anul 1991, care stipulează principiile de bază ale democrației și garantează libertatea civilă. Alegerile pentru reprezentanții din Adunarea Națională sunt ținute în octombrie. Adunarea este compusă din 120 de reprezentanți aleși pentru o perioadă de 4 ani. Din acest număr, 85 de reprezentanți sunt aleși prin votul majorității, iar 35 sunt aleși prin principiul proporționalității. 

### Președinți
- Kiro Gligorov (1991–1999)
- Boris Trajkovski (1999–2004)
- Branko Crvenkovski (2004–2009)
- Gjorge Ivanov (2009–prezent)

## Ramura executivă
| Deținătorii funcțiilor | Deținătorii funcțiilor | Deținătorii funcțiilor | Deținătorii funcțiilor    |
| Funcție                | Nume                   | Partid                 | Data începerii mandatului |
| ---------------------- | ---------------------- | ---------------------- | ------------------------- |
| Președinte             | Gjorge Ivanov          | VMRO-DPMNE             | 12 mai 2009               |
| Primul ministru        | Nikola Gruevski        | VMRO-DPMNE             | 27 august 2006            |

Are un guvern executiv format dintr-o coaliție de partide, un parlament unicameral (Sobranie) și o putere judecătorească independentă, având și o Curte Constituțională. Adunarea are 120 de scaune, membrii fiind aleși la un interval de patru ani. Rolul președintelui este mai mult ceremonial, puterea adevărată deținând-o președintele guvernului. Președintele este comandantul forțelor armate, și președintele Consiliului de Securitate a Statului. Președintele este ales la fiecare cinci ani, și poate obține maxim două mandate.
Președintele este ales prin vot popular pentru un mandat de 5 ani. Puterea Președintelui Republicii este limitată, puterea adevărată fiind în mâinile primului ministru. Ultimele alegeri au avut loc în 2014: Gjorge Ivanov a fost ales președinte.

## Ramura legislativă
Adunarea (Sobranie) are 120 de membri, aleși pentru un mandat de 4 ani, prin reprezentare proporțională.

## Ramura juridică
Puterea juridică este exercitată de tribunale, sistemul fiind condus de Curtea Supremă, Curtea Constituțională și Consiliul Juridic Republican. Adunarea numește in funcție judecătorii.

## Diversitate Etnică
Divergența politică majoră este între partidele bazate în mare parte pe originea etnică, reprezentând majoritatea macedoneană și minoritatea albaneză. Problema împărțirii puterii între cele două comunități a dus la un război scurt în 2001, fiind urmat de un acord de împărțire a puterii. În august 2004, parlamentul Republicii a adoptat o lege care a restabilit granițele locale și a oferit albanezilor o autonomie mai mare în zonele în care predomină.